# Раш, Уильям

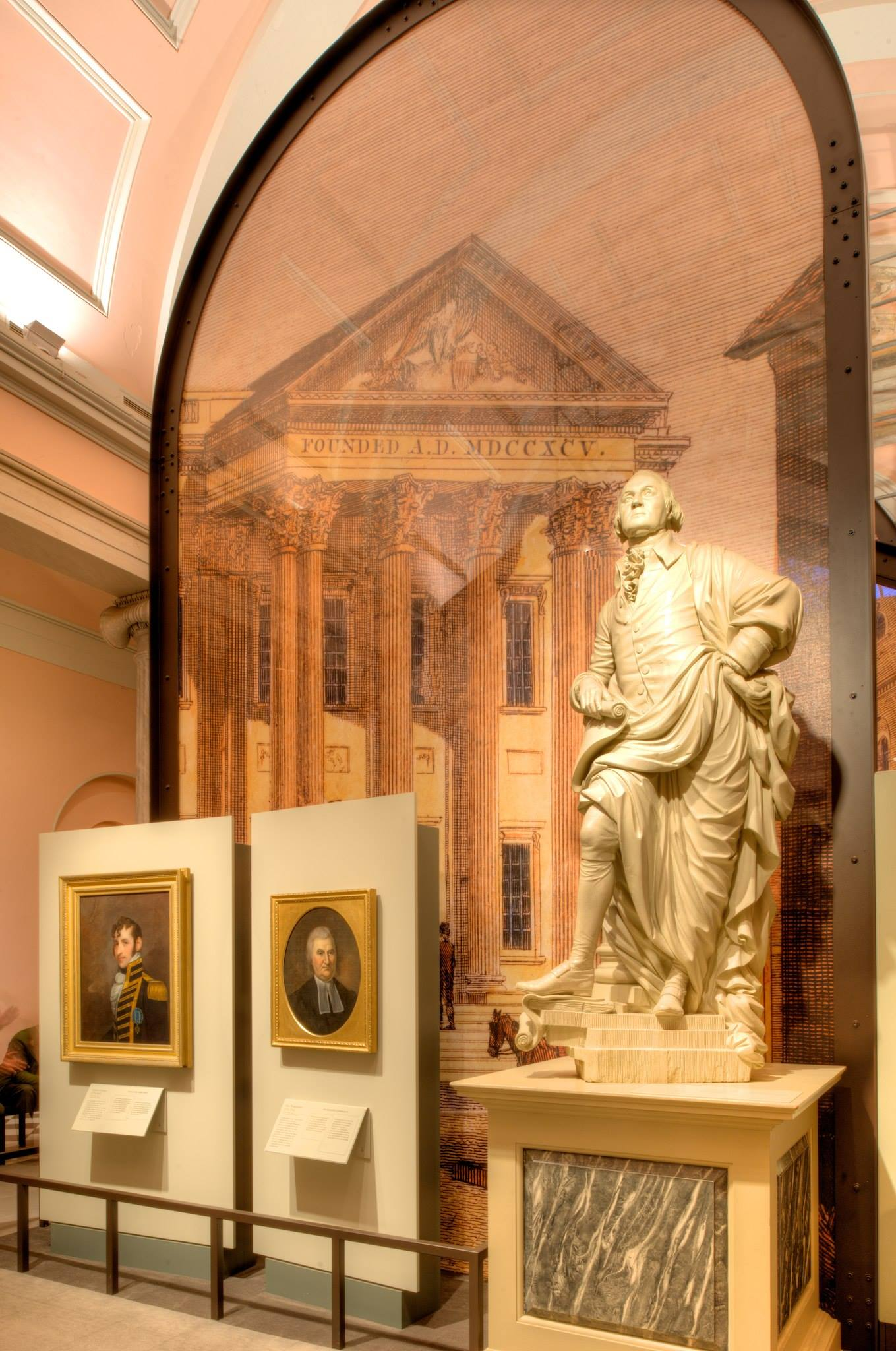
Статуя Дж. Вашингтона, сосна выкрашенная в белый цвет. Индепенденс-холл в Филадельфии

Уильям Раш (англ. William Rush; 4 июля 1756, Филадельфия — 17 января 1833, там же) — американский скульптор. Один из самых значительных американских скульпторов неоклассицизма первых лет существования США.

## Биография

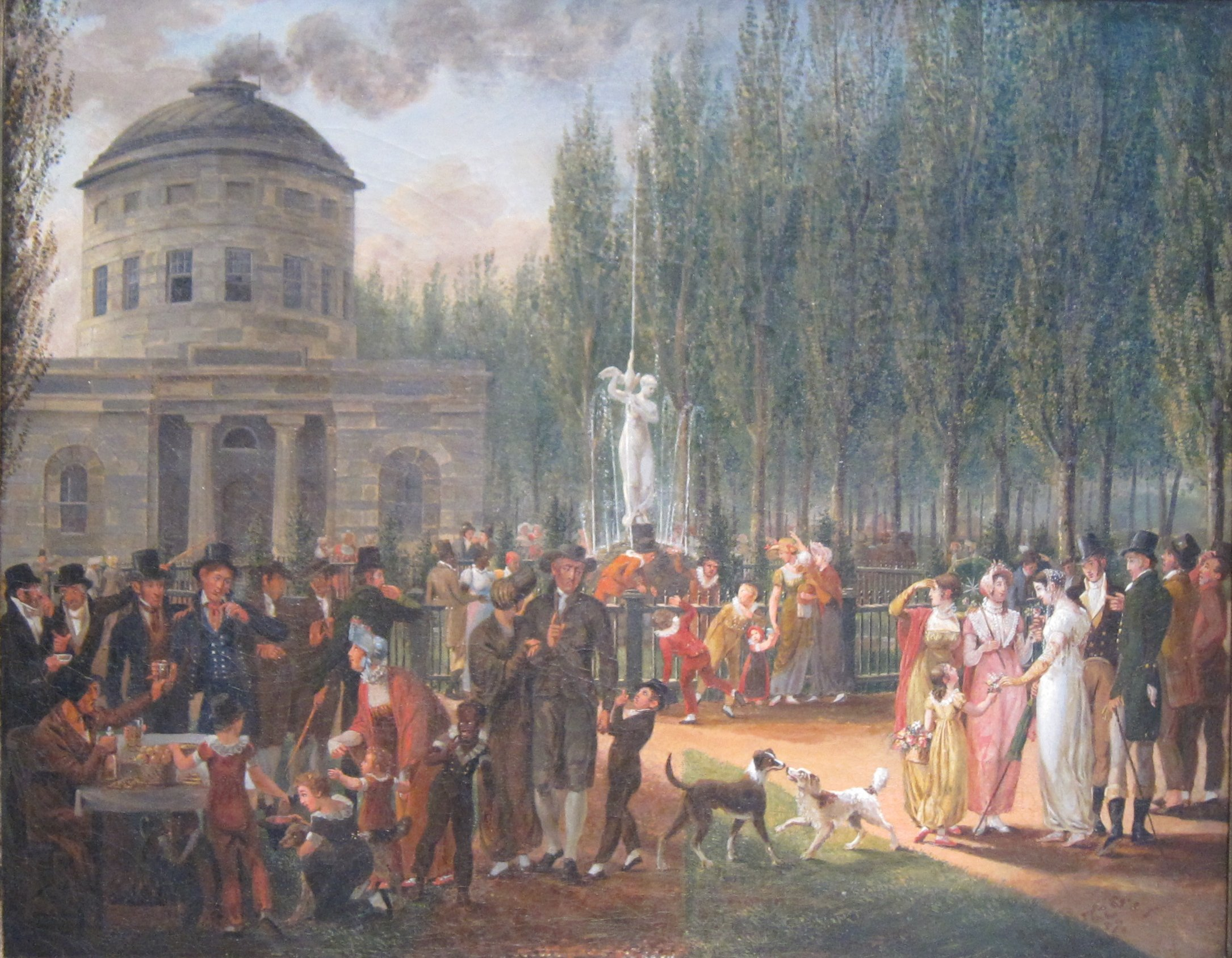
Центральная площадь Филадельфии, в центре фонтан «Водная нимфа и выпь». 1812 г.

Сын корабельного плотника, в детстве занимался изготовлением моделей кораблей. До американской революции был учеником резчика по дереву. Его ранние известные работы датируются примерно 1790 годом. Со временем У. Раш стал известен как искусный резчик, открыл собственную мастерскую, нанял нескольких учеников. Его деревянные фигуры для носовых частей кораблей пользовались большим спросом, особенно после того, как ВМС США начали строить суда в Филадельфии.
Стал одним из основателей в 1794 году недолго просуществовавшей первой в США Колумбийской художественной школы.
Уильям Раш был в числе основателей в 1805 г. и одним из первых директоров Пенсильванской академии изящных искусств.

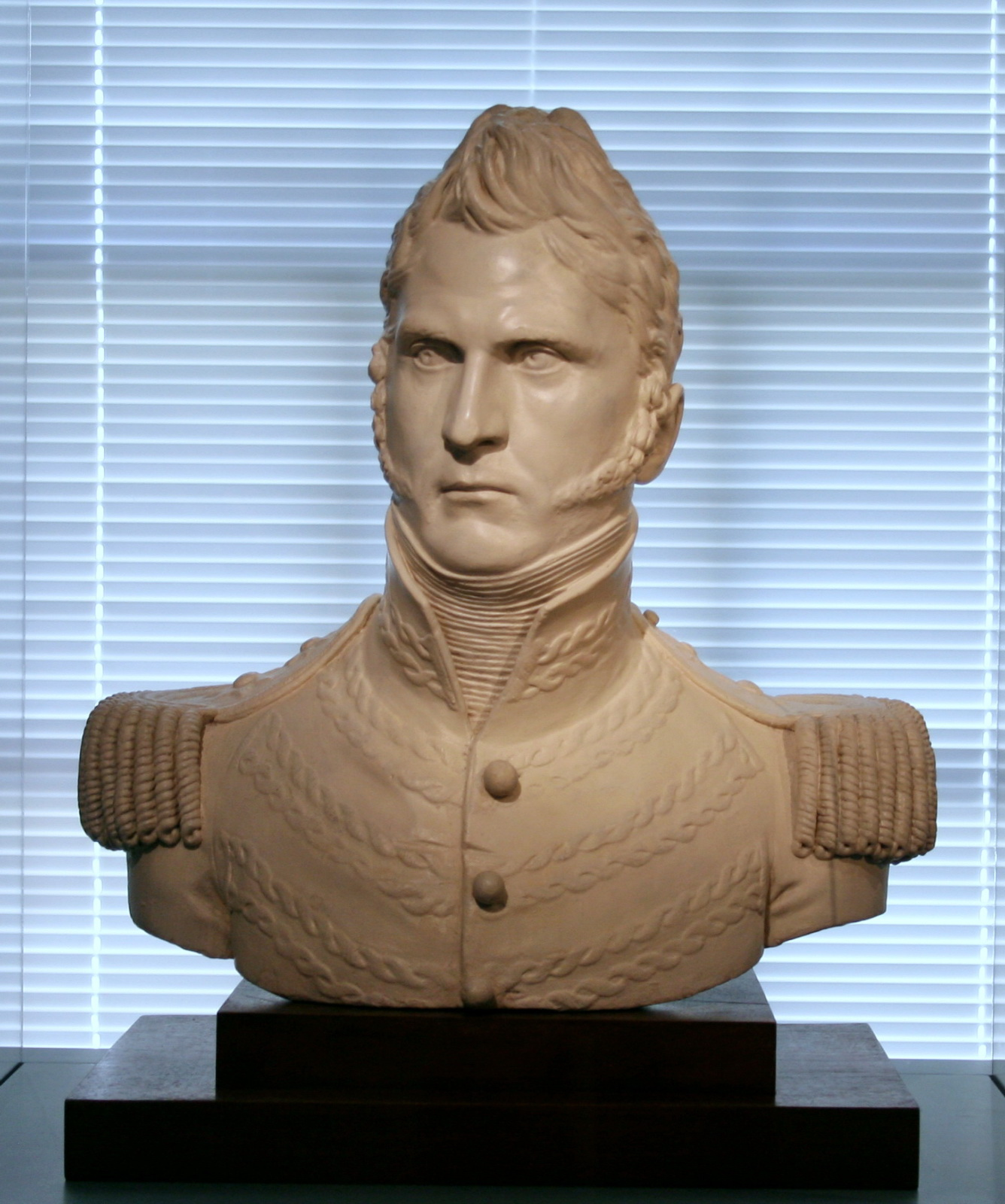
Скульптура генерала Уинфилда Скотта

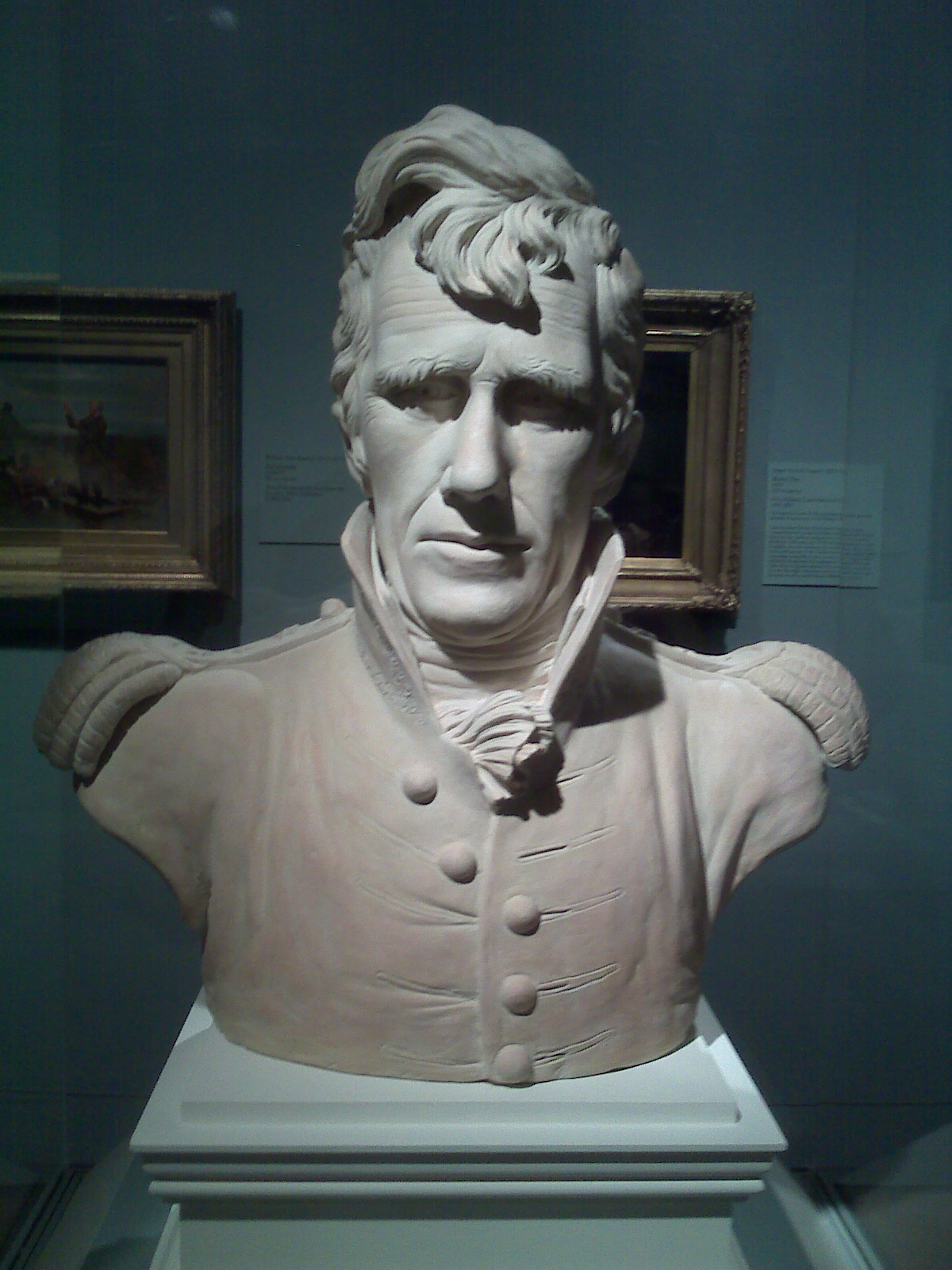
Скульптура Эндрю Джексона

Вероятно, из-за превосходного мастерства в фигурной резьбе У. Раш смог продвинуться от чисто ремесленной работы и получить ряд значительных заказов в области «чистой» скульптуры. Его первыми значимыми работами были фигуры «Комедия и трагедия» (1808) для Театра в Филадельфии. В следующем году ему было поручено создать, вероятно, его самую известную скульптуру — «Водную нимфу и выпь». В 1808 году власти Филадельфии заказали уже ставшему известным мастером скульптуру, которая должна была стать частью первого городского фонтана и ознаменовать начало работы централизованного водоснабжения. Раш, который помимо прочего занимался изготовлением деревянных фигур для носовых частей кораблей, вырезал из сосны прекрасную нимфу (она должна была символизировать реку Скулкилл, снабжавшую Филадельфию питьевой водой), держащую на плече выпь. Фигуру покрасили в белый цвет для имитации мрамора и в 1809 г. установили в фонтане на центральной площади города.
Автор нескольких скульптурных портретов. Среди них Джордж Вашингтон, Оливер Хазард Перри, Эндрю Джексон и Уинфилд Скотт. Две из его лучших работ — автопортрет и скульптура его дочери, Элизабет.
В 1824 году, по случаю триумфального тура Лафайета по Соединенным Штатам, У. Раш не только вырезал его скульптурный портрет, но и создал две монументальные скульптуры «Мудрость» и «Справедливость», которые были установлены на филадельфийской триумфальной арке, возведенной в честь приезда Лафайета. В 1810 году он вырезал статую «Распятия» в натуральную величину для церкви Святого Августина, которая была разрушена в 1844 году, когда церковь была сожжена во время антикатолических беспорядков в Филадельфии.
Его статуя Дж. Вашингтона, вырезанная из дерева была установлена в Зале Независимости в Филадельфии (теперь находится во Втором Банке Соединенных Штатов). 
Раш никогда не работал в мраморе. Большинство портретных бюстов выполнены им из окрашенного дерева, некоторые в терракоте.
Коллекции его произведений представлены в Масонском храме Филадельфии, Филадельфийской библиотечной компании, Американском философском обществе, Музее Независимости Морского порта, Художественной галерее Йельского университета и Центре американской революции.
Активно занимался местной политикой, член муниципалитета Филадельфии на протяжении двух десятилетий. Умер в Филадельфии в 1833 году .